# (74258) 1998 SY79
(74258) 1998 SY79 – planetoida z pasa głównego asteroid okrążająca Słońce w ciągu 4,51 lat w średniej odległości 2,73 j.a. Odkryta 26 września 1998 roku.